# NGC 881
NGC 881 è una galassia a spirale situata nella costellazione della Balena, a una distanza di circa 241 milioni di anni luce dalla nostra Via Lattea.

## Scoperta
La galassia è stata scoperta il 10 settembre 1785 dall'astronomo britannico di origine tedesca William Herschel.

## Descrizione
NGC 881 ha una classe di luminosità III e presenta una larga riga a 21 cm dell'idrogeno neutro.

## Supernova
Il 31 ottobre 2011, all'interno di NGC 881 è stata scoperta la supernova SN 2011hk da parte di due astronomi giapponesi, Koichi Itagaki da Yamagata e Yoji Hirose da Chigasaki. La supernova è stata classificata di tipo Ia.